# Эванс, Уокер
Уокер Эванс (англ. Walker Evans; 1903, Сент-Луис — 1975, Нью-Хейвен) — американский фотограф, один из важнейших представителей документальной фотографии, известный своей работой на Администрацию по защите фермерских хозяйств во времена Великой депрессии. Значительная часть работ Эванса — это использование большого формата, 8×10 дюймовой камеры. Он писал, что его задача как фотографа состояла в том, чтобы сделать фотографии, которые являются «грамотными, авторитетными, трансцендентными». Многие из его работ находятся в постоянной коллекции музеев и выставлялись, например, в музее искусств Метрополитен.

## Биография
Родился в Сент-Луисе, штат Миссури, в обеспеченной семье, окончил Академию Филлипса в Андовере, штат Массачусетс. В течение года изучал литературу в Колледже Вильямса. После годового отдыха в Париже Эванс вернулся в Соединенные Штаты и присоединился к литературным и художественным массам в Нью-Йорке. Джон Чивер, Харт Крейн и Линкольн Кирстейн были в числе его друзей.
Запуганный трудностями написания прозы, Эванс обратился к фотографии в 1930 году. В 1933 году он фотографировал на Кубе, выполняя задание писателя Карлетона Билса для его книги «Преступление Кубы». Эванс фотографировал восстание против диктатора Херардо Мачадо.

## Администрация по защите фермерских хозяйств
В 1935 году Эванс потратил два месяца на фиксированную фотографическую кампанию для Администрации по переселения (RA) в Западной Виргинии и Пенсильвании. С октября он продолжает делать фотографии для RA, а затем и для Администрация по защите фермерских хозяйств (FSA), главным образом в южных штатах.

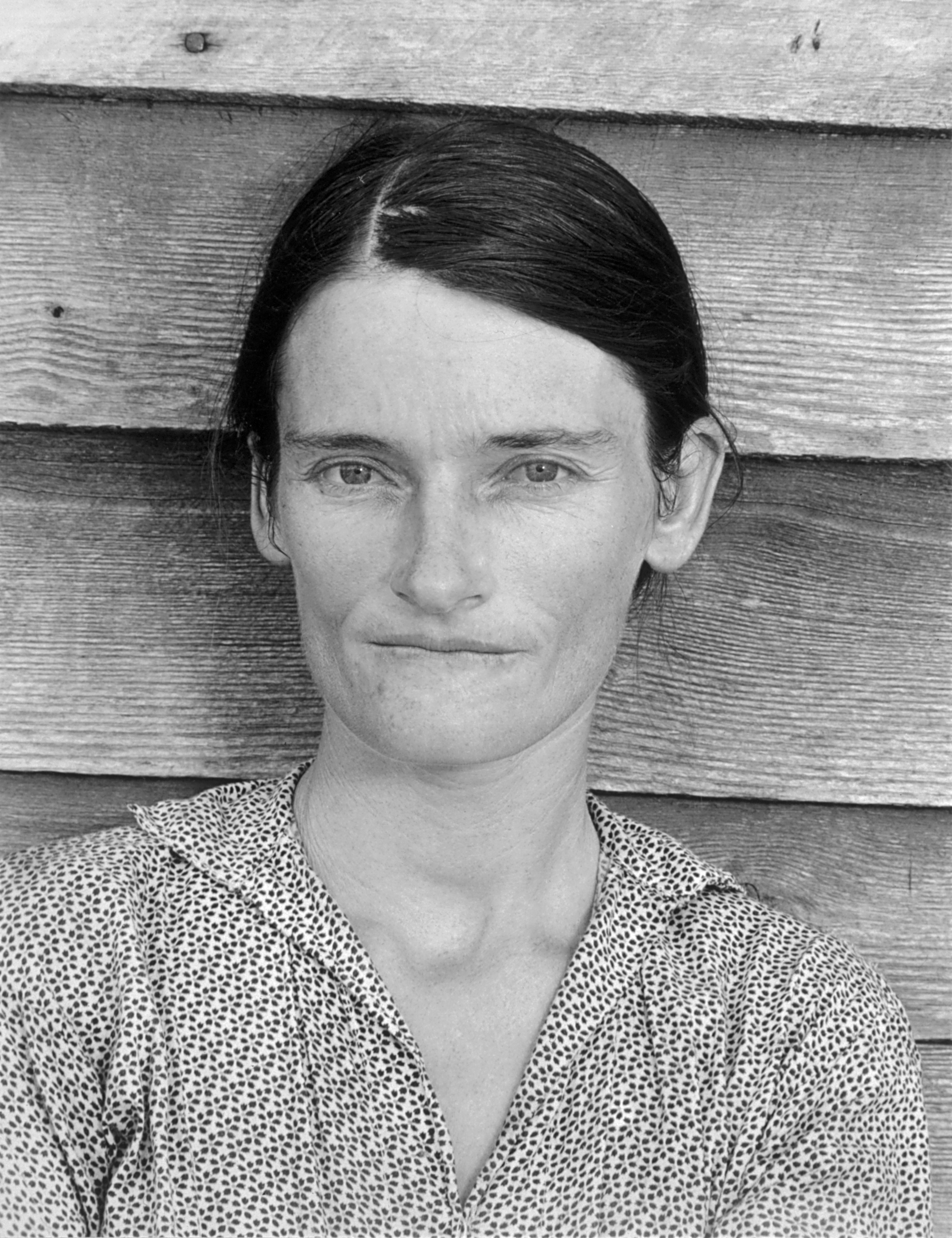
Элли Мэй Берроуз, символ Великой депрессии. Автор Уокер Эванс

Ещё работая на «Администрацию по защите фермерских хозяйств», Уолкер Эванс начал публиковаться в журнале «Fortune». В 1941 году по поручению журнала он сделал фоторепортаж о заводах и фабриках по производству оружия и другого военного снаряжения. В своих фотографиях Эванс сумел показать сложный, но привлекательный образ американского рабочего времен Второй мировой войны. Фотограф продолжал работать в «Fortune» до 1965 года.
Три семьи, возглавляемые Бадом Филдзом, Берроузом Флойдом и Фрэнком Тинглом, проживали в Уезде Халэ, города Акрон, штата Алабама, и владельцы земли, на которых работали семьи, рассказали им о том, что Эванс был «советским агентом», хотя Элли Майя Берроуз, жена Флойда, вспоминает об этом позднее, в ходе её бесед. Фотографии Эвана сделали эти семьи иконами Великой депрессии — эры горя и нищеты. Много лет спустя некоторые из потомков этих семей утверждали, что они были представлены в ложно незавидном свете фотографиями Эвана. В сентябре 2005 Fortune повторно посетило Уезд Халэ и потомков этих трех семей для 75-й годовщины выпуска.
Эванс продолжал свою работу на FSA до 1938. В тот год состоялась выставка Уокер Эванс: Американские фотографии. Она прошла в Музее современного искусства в Нью-Йорке. В этом музее это была первая выставка, посвященная работе одного фотографа. Каталог включал сопровождающее эссе Лайнколна Кирстеина, которому Эванс оказал поддержку в его ранние дни в Нью-Йорке.

## Фотографии в нью-йоркском метро и поздние работы
В 1938 Эванс также сделал первые фотографии в нью-йоркском метро камерой, скрытой в его пальто. Они были бы собраны в книгу, вышедшую в 1966 под названием «Многие Зовут.»
В 1938 и 1939, Эванс работал с Элен Левитт.
Были предположения, что Эванс был вдохновением портретов Энди Уорхола после публикации 'Портретов в Подземке" в Harper's Bazaar в марте 1962. Эванс начал экспериментировать с автопортретами из фотокабины в Нью-Йорке в 1929, используя их, чтобы отделить его собственное артистическое присутствие от его образов, жаждущий истинную объективность того, что он позже описал как «окончательная чистота рекордного метода.»
Эванс, как и Анри Картье-Брессон, редко тратил время на тёмную комнату, печатая фотографии из собственных негативов. Он только лишь контролировал печать большинства его фотографий, иногда прилагая рукописные примечания к негативам с инструкциями о некоторых особенностях печати.
Эванс был страстным читателем и автором и в 1945 стал штатным сотрудником в Time. Вскоре он стал редактором в журнале Fortune. Также он стал профессором фотографии на факультете графического дизайна в Йельской Университетской Школе Искусства (прежде Йельская Школа Искусства и Архитектуры).
В 1971, Музей Современного Искусства организовал дальнейшую выставку его работ, названную просто Уокер Эванс.
Эванс умер в Нью-Хейвене, Штате Коннектикут в 1975.

## Оборудование и технология Эванса
Подход Эванса, в основном с использованием камеры 8×10, был основательным и методическим. Все его композиции тщательно продуманы и не допускают малейшей случайности или излишней эмоциональности. Детализация на отпечатке очень четкая и облагораживает даже самый скромный предмет. Его лучшие работы наполненные знаками и символами повседневной жизни, отражают глубокое уважение к обычному американцу.

## Критика
Несмотря на широкое признание, художественный принцип Эванса часто подвергался критике. Его обвиняли в тенденциозности изображения Великой Депрессии и излишней драматизации жизни фермеров, которых Эванс снимал в рамках проекта фотодепартамента Администрации по защите фермерских хозяйств. В своей книге «О фотографии» Сьюзан Зонтаг обращала внимание на то, что кадры Эванса не были спонтанны: он многократно переснимал своих героев, фактически предлагая им позировать перед камерой. Это ставит под сомнение статус его фотографий как документа. Игнорируя оптимистическую интонацию представления Политики новых дел, Эванс следовал своей собственной программе изображения негативного и трагического.

## Книги Эванса
- Evans W. The American Photographs (1938) Архивная копия от 5 ноября 2016 на Wayback Machine. N.Y. The Museum of Modern Art, 2012. ISBN 978-0-87070-835-0